# Tuakau
Tuakau (en maori de Nouvelle-Zélande : Tūākau) est une ville de la région du Waikato dans l'île du Nord, en Nouvelle-Zélande.
Jusqu'en 2010, elle faisait partie de la région d'Auckland.
La ville d'Auckland est située au nord de Tuakau.